# Ferien
Pour plus de détails, voir Fiche technique et Distribution.
Ferien est une comédie dramatique allemande réalisée par Bernadette Knoller et sortie en 2016.
Le film est tourné dans l'île de Borkum en Basse-Saxe, près de la frontière néerlandaise.

## Synopsis
Vivian Baumann, 28 ans, diplômée en droit, est épuisée. Son travail et sa relation l'étouffent et elle a besoin de faire une pause. Son père dynamique l'emmène sur une île pour le week-end afin qu'elle puisse se détendre. Dès son arrivée, Vivi se sent dépassée par les conseils de son père sur l'optimisation de soi et la pensée positive pendant les vacances qui lui sont imposées. Vivi commence à explorer l'île et se lie d'amitié avec les habitants. Elle accepte un travail temporaire dans le magasin du chercheur Otto et s'installe dans la chambre d'amis de Biene, une mère célibataire, et de son fils Eric, âgé de treize ans. Lorsqu'un jour Biene quitte spontanément la maison, Vivi se retrouve seule entre des enfants inconnus et la vie sur l'île.

## Fiche technique
- Titre original allemand : Ferien[1],[2] (litt. « Vacances »)
- Réalisation : Bernadette Knoller
- Scénario : Bernadette Knoller, Paula Cvjetkovic
- Photographie : Anja Läufer
- Montage : Jana Dugnus
- Musique : Paul Eisenach, A Key is a Key, Ryan Robinson
- Décors : Martina Mladenova
- Production : Tilman Kolb, Jochen Cremer
- Sociétés de production : Blikfilm, Filmuniversität Babelsberg Konrad Wolf, Rundfunk Berlin-Brandenburg (RBB)
- Pays de production :  Allemagne
- Langue originale : allemand
- Format : couleurs
- Genre : comédie dramatique
- Durée : 88 minutes
- Dates de sortie : 
  - Allemagne : 20 janvier 2016

## Distribution
- Britta Hammelstein (de) : Vivian Baumann
- Detlev Buck : Papa
- Inga Busch : Biene
- Jérôme Hirthammer : Eric
- Ferdinand von Schirach : Otto
- Golo Euler : Adam
- Tilman Döbler : Pete
- Vicky Krieps